# Palas de Rei

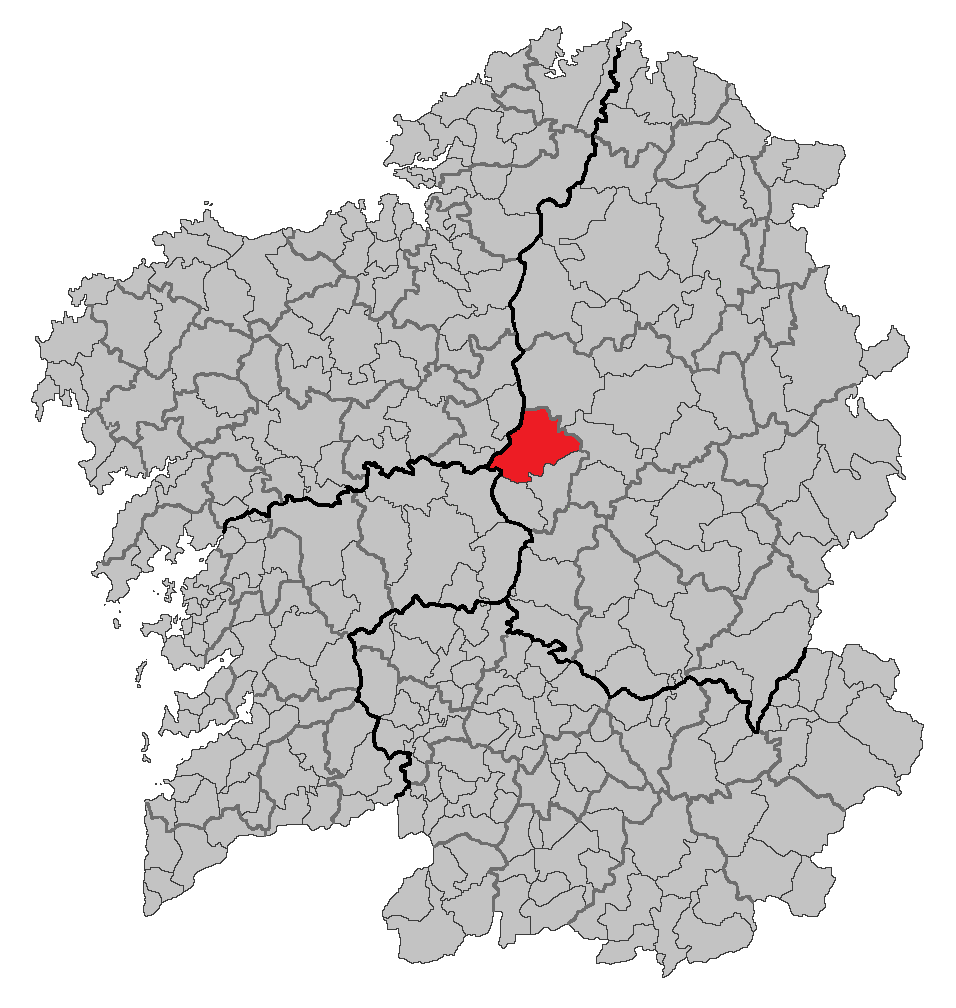
Localização de Palas de Rei

Palas de Rei (em castelhano, Palas de Rey) é um município da Espanha na província de Lugo, comunidade autónoma da Galiza, de área 199 km² com população de 3667 habitantes (2007) e densidade populacional de 19,54 hab/km².

## Demografia
| Variação demográfica do município entre 1991 e 2004 | Variação demográfica do município entre 1991 e 2004 | Variação demográfica do município entre 1991 e 2004 | Variação demográfica do município entre 1991 e 2004 |
| --------------------------------------------------- | --------------------------------------------------- | --------------------------------------------------- | --------------------------------------------------- |
| 1991                                                | 1996                                                | 2001                                                | 2004                                                |
| 5016                                                | 4537                                                | 4213                                                | 3909                                                |

## Património edificado
- Castelo de Pambre